# Copter Peak

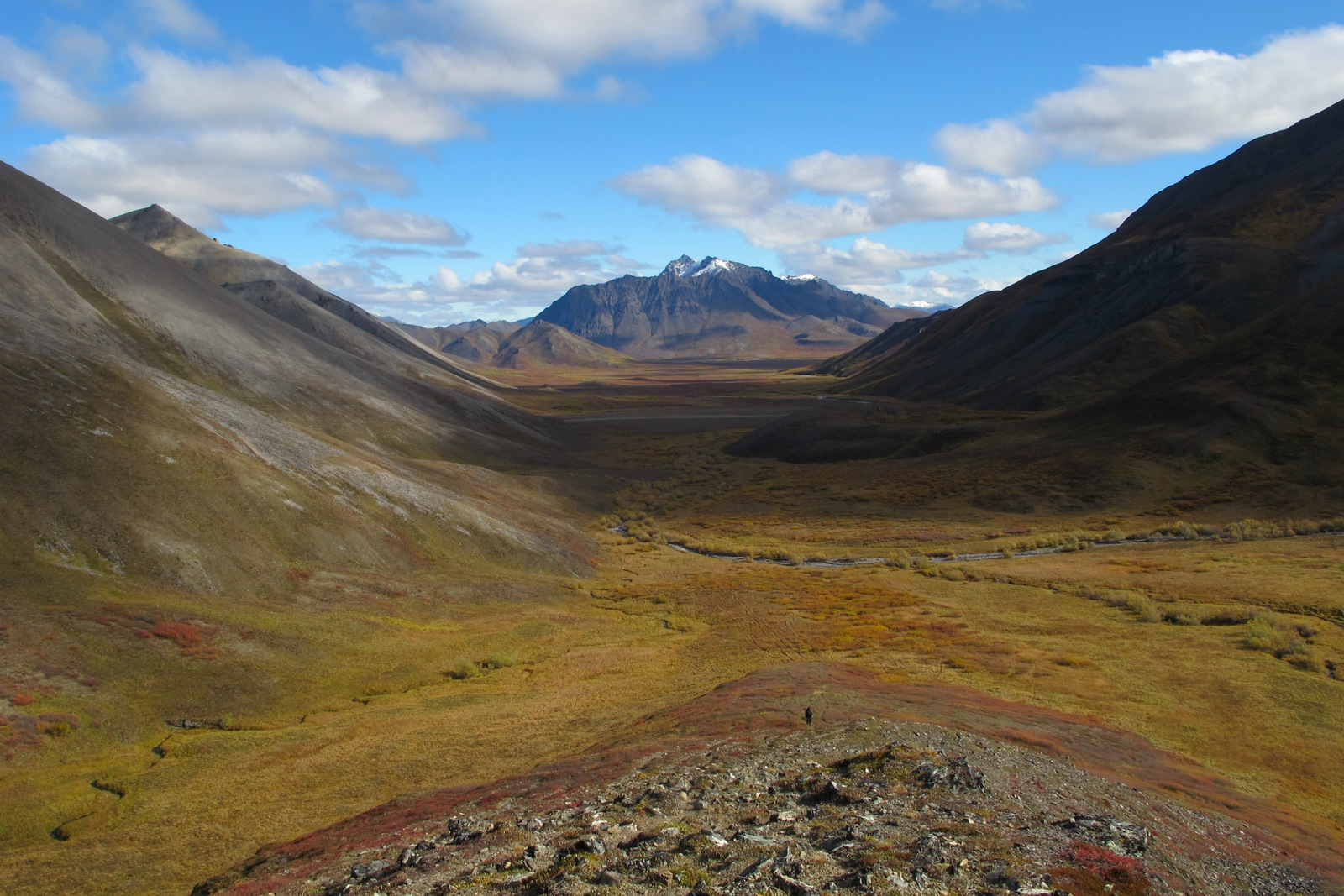
Copter Peak aus der Ferne

Der Copter Peak ist ein 1295 m hoher Berg in den De Long Mountains im Westen der Brookskette im Nordwesten von Alaska.

## Lage
Der Copter Peak befindet sich 123 km nordnordöstlich von Noatak. Er ist einer der höchsten Gipfel der De Long Mountains. Der Copter Peak befindet sich knapp 8 km südlich der kontinentalen Wasserscheide. Der Nunaviksak Creek fließt westlich vom Copter Peak nach Süden und entwässert die Nordflanke des Berges. Die Südsüdostflanke wird über einen namenlosen Nebenfluss des Kugururok River nach Süden entwässert. Der nächstgelegene höhere Berg ist der 17,63 km ostsüdöstlich gelegene Mount Bastille (1366 m).

## Geologie
Der Copter Peak und der Misheguk Mountain sind die höchsten Allochthone in der Brookskette. Sie bestehen aus magmatischem Gestein und aus Tiefseeschichten. Die beiden Allochthone werden dem Angayucham-Terran, einem Krustenblock, zugeordnet. Die Gebirgsbildung geht auf eine tektonische Kollision zurück, die vom Devon bis zum Unteren Jura andauerte.

## Namensgebung
Der Berg wurde 1956 von Donald J. Orth, ein Mitarbeiter des U.S. Geological Survey (USGS), benannt. Namengebend war eine schwierige Hubschrauberlandung nahe des Berges.

## Tourismus
Der Copter Peak liegt in der Noatak National Preserve. Der Berg und seine Umgebung bilden dank einer nahe gelegenen Landemöglichkeit für Buschflugzeuge ein beliebtes Touristenziel.